# Campyloneurus haragamensis
Campyloneurus haragamensis är en stekelart som först beskrevs av Cameron 1905.  Campyloneurus haragamensis ingår i släktet Campyloneurus och familjen bracksteklar. Inga underarter finns listade.